# Kazimierz Piotrowicz
Kazimierz Wojciech Piotrowicz (ur. 23 kwietnia 1944) – polski przedsiębiorca i polityk, kandydat w wyborach prezydenckich 1995.

## Życiorys
Z wykształcenia mechanik. W 1995 roku zebrał pod swoją kandydaturą 100 tysięcy podpisów poparcia i został zarejestrowany jako oficjalny kandydat w wyborach prezydenckich przez Państwową Komisję Wyborczą. W samym głosowaniu otrzymał 12 591 głosów, zajmując w pierwszej turze 12. miejsce. Kampanię wyborczą wykorzystał głównie jako okazję do reklamy sprzedawanych przez siebie zwykłych wkładek do butów, którym przypisywał właściwości terapeutyczne.
Założyciel działającego w Gliwicach Międzynarodowego Instytutu Zdrowia „Piokal”, w którym propaguje pseudoleczenie opracowaną przez siebie metodą biofizykoterapeutycznych materaców, mających rzekomo uzdrawiać chorych z różnego rodzaju dolegliwości, z nowotworami włącznie. Mimo że posiada jedynie wykształcenie zawodowe, posługuje się tytułem profesora, nadanym przez działającą w Mińsku instytucję o nazwie Międzynarodowa Akademia Informacyjnych Technologii. W 2007 roku został skazany na karę roku pozbawienia wolności z warunkowym zawieszeniem wykonania kary na trzyletni okres próby oraz 10 tysięcy złotych grzywny za zniesławienie samorządu lekarskiego.